# 紀元前374年
紀元前374年（きげんぜん374ねん）は、ローマ暦の年である。
当時は、「執政武官も執政官もいない2年目の年」として知られていた（もしくは、それほど使われてはいないが、ローマ建国紀元380年）。紀年法として西暦（キリスト紀元）がヨーロッパで広く普及した中世時代初期以降、この年は紀元前374年と表記されるのが一般的となった。

## 他の紀年法
- 干支 : 丁未
- 日本
  - 皇紀287年
  - 孝安天皇19年
- 中国
  - 周 - 烈王2年
  - 秦 - 献公11年
  - 晋 - 孝公15年
  - 楚 - 粛王7年
  - 斉 - 桓公元年
  - 燕 - 簡公41年
  - 趙 - 成侯元年
  - 魏 - 武侯22年
  - 韓 - 懿侯元年
- 朝鮮
  - 檀紀1960年
- ベトナム :
- 仏滅紀元 : 171年
- ユダヤ暦 :

## できごと

### ギリシア
- アテナイは、テーバイとスパルタの戦争から手を引こうと、スパルタと和平を結んだ。しかし、和平は長続きしなかった。
- スパルタは、シュラクサイからも徴兵して、コルキュラを攻撃した。アテナイはコルキュラの支援に向かった。アテナイの将軍ティモテオス (Timotheus) はコルキュラを確保し、アリュゼイア（アカルナニアの都市）沖の海戦でスパルタを破った。

#### キュプロス
- サラミス (Salamis) の王エウアゴラスが暗殺された。息子ニコクレスが後を継ぎ、『ニコクレスに与う (Exhortation to Nicocles)』を著したイソクラテスの励ましを受けながら、父に倣って自由主義的、ギリシア的政策を進めた。

#### 中国
- 韓の厳遂が哀侯を殺害した。韓の国人たちは懿侯を擁立した。

## 死去
- エウアゴラス、サラミスの王
- 哀侯、中国戦国時代の韓の君主